# Миракль

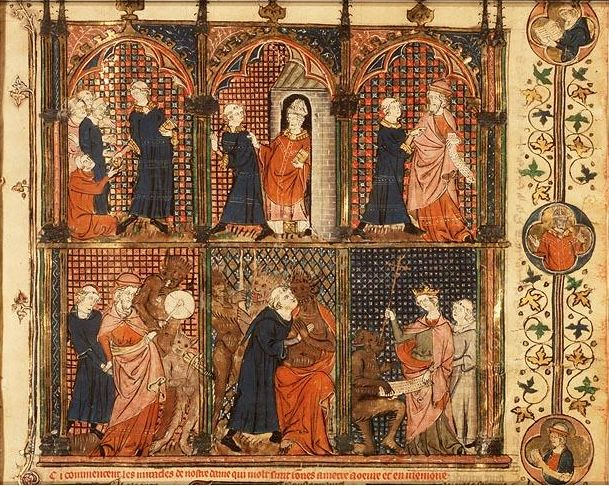
Миракль о Теофиле. Рукопись XIV века (Королевская национальная библиотека Нидерландов, 71 A 24)

Мира́кль (фр. miracle, от лат. miraculum — чудо) — средневековые мистерии, сюжетом которых было чудо или житие святого, или чудо Богородицы.
Миракли произошли из гимнов в честь святых и из чтения их житий в церкви. Латинские миракли большей частью сочинялись (в рифмованных стихах) и разыгрывались студентами и молодыми клириками накануне праздника святому. Есть ряд таких мираклей, где главным действующим лицом является Святой Николай Чудотворец, и четыре из них приписываются Гиларию, ученику Абеляра (XII век); в некоторых встречаются припевы по-французски.
От начала XIII века есть французский стихотворный миракль — «Игра о святом Николае», автор которого, Жан Бодель из Арраса, в основу своей драмы положил известную легенду о том, как «варвар» доверил своё сокровище Святому Николаю, и когда это сокровище было похищено ворами, святой заставил их угрозами возвратить похищенное. Бодель предпослал своей пьесе пролог, где сказано, что она даётся накануне Николина дня. Саму легенду значительно распространил и видоизменил: в его игре изображается битва крестоносцев с мусульманами и победа последних. Неизвестный «варвар» обратился в сарацинского короля, который после возвращения сокровища принимает христианство вместе с своим войском. Наиболее творчески автор проявил себя в изображении воров, которые бранятся и кутят, как аррасские жулики. На этом древнейшем примере видно, что миракли давали бо́льшую свободу творчеству и изображению реальной действительности, нежели другие роды средневековой драмы, и именно из них при благоприятных условиях могла бы развиться новая художественная драма.
В Англию миракли перешли вместе с нормандским завоеванием. Известно документально (от Матвея Парижского), что в начале XII века в Донстепле, в Бедфордшире, давался миракль о Святой Екатерине, написанный учёным нормандцем Гофреем (или Жофруа), который позднее стал аббатом в монастыре Св. Альбана. В конце XII века Фиц-Стефен, биограф Фомы Бекета, говорит о представлении мираклей, из которых он, по-видимому, выделяет драматическое изображение целых житий мучеников. Именно в Англии, где средневековая драма раньше всего сблизилась с жизнью, миракли были в таком ходу, что Miracle-Plays сделалось общим названием для духовной драмы. Жалобы Вильяма Вадингтона (Wilham de Wadington), в его «Руководстве о грехах», на то, что в этих представлениях больше скандала, чем поучения, указывают на силу реального элемента в миракле конца XIII века, даже разыгрываемых клириками.
Во Франции в XIII веке по городам основываются братства под названием puys (puy — от podium), устраивающие поэтические состязания для прославления Богородицы и святых. В XIV веке братства сочиняют и разыгрывают миракли о Богоматери. Древнейший из них — «Миракль о Теофиле» Рютбёфа. Кроме того до нас дошел сборник из 42 текстов, относящихся ко второй половине XIV века. Некоторые из них явно почерпнуты из повестей Готье де Куэнси.
Из мираклей, принадлежащих по сюжетам к другим циклам, наиболее известны «Варлаам, Иосафат и король Авенир», обработанный по «Золотой Легенде» (21 действующее лицо, около 1700 стихов), и «Роберт Дьявол» (47 действующих лиц, около 2000 стихов), сюжет которого взят из весьма распространённого романа XIII века.